# Rösten
För fornminnet i Östergötland, se Rödsten
Rösten är den akustiska signal som bär upp budskapet i talat språk och som även används i till exempel sång. Den består framför allt av två komponenter: ljudkällan, som bildas främst genom stämbandens svängningar, och de moduleringar i klang och ljudbildning som uppstår i ansatsröret genom artikulationen. Denna röstklang (röstens övertoner) skiljer sig mellan olika personers röster. I denna artikel berörs främst de egenskaper hos ljudkällan som bildar det som vi uppfattar som röst.

## Röstkällan

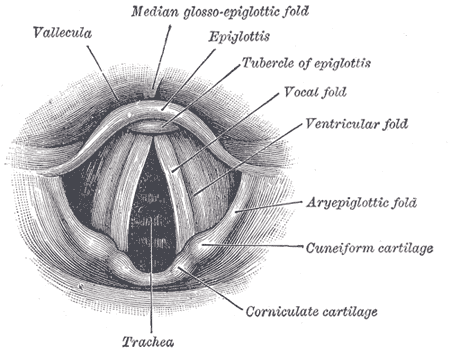
Struphuvudets uppbyggnad - stämläpparna markeras med 'vocal fold'

I struphuvudet finns två slemhinneveck som kallas stämband eller stämläppar. Dessa kan sättas samman så att de rör vid varandra och stänger förbindelsen mellan munhåla och lungor. Stämbandens primära funktion är just detta luftvägsskydd som är viktigt när man sväljer, hostar, harklar sig eller krystar.
Hos människan har dessa slemhinneveck även den viktiga funktionen att bilda en ljudkälla som används i talet. De sätts då samman så lagom hårt att de kan "sprängas isär" med hjälp av luften från lungorna. Strax efter att röstspringan öppnats slår stämbanden ihop igen, och ungefär som när man klappar händerna bildas då ett ljud. Detta upprepas så länge som stämbanden är ställda mot varandra och det kommer luft underifrån från lungorna. (Denna mekanism förklaras med hjälp av Bernoulli-principen och myoelasticitet). Resultatet är ett ljud som består av regelbundna svängningar. Grundtonen för dessa svängningar är cirka 100-350 svängningar per sekund (Hz) beroende på om det är en mans-, kvinno- eller barnröst, och dessutom bildas övertoner på multiplar av grundtonsfrekvensen. Grundtonhöjden bestäms av stämbandens längd, massa och styvhet samt lufttrycket från lungorna (det subglottala trycket).
Stämbandsvibration, s.k. fonation, förekommer inte hela tiden under talet, utan endast under uttalet av tonande ljud/segment, som vokaler och tonande konsonanter. När tonlösa konsonanter uttalas, såsom [s], [p], [t] och [k], ställs stämbanden på ett sätt så att inget ljud uppstår där. När man viskar ställs stämbanden på ett sätt så att ett friktionsljud, ett brus, uppstår istället för stämbandsvibrationen.

## Sätt som röstkällan moduleras på
Ljudkällan till rösten kan moduleras på olika sätt:
- Man kan ändra tonhöjd/grundtonsfrekvens (F0) så att rösten låter ljusare eller mörkare, vilket utnyttjas till exempel för att skilja frågesatser från påståendesatser, för att betona eller framhäva något, eller för att sjunga olika toner. Detta gör man främst genom att ändra sträckningen på stämbanden så att de blir kortare och styvare (högre ton) eller längre och slappare (lägre ton).
- Man kan ändra ljudstyrka genom att öka eller minska det subglottala trycket, d.v.s. påblåset från lungorna.
- Man kan byta register mellan bröströst, mellanregister, huvudröst och falsett.
- Man kan ändra röstkvalitet, så att rösten kan låta pressad, läckande, knarrig, opera-aktig etc.

Det är inte helt riskfritt att experimentera med sin röst. Det finns alltid en risk att man lägger sig till med en dålig röstteknik vilket kan påverka stämbanden så att en röstrubbning uppstår. Denna risk är särskilt viktig att tänka på i samband med förkylningar, heshet och speciella sätt att sjunga och tala på.

## Röstens personlighet
Liksom utseende och fingeravtryck är rösten individuell för varje person. Detta utnyttjas idag i teknologi med röstigenkänning, vilket inte är helt oproblematiskt eftersom rösten påverkas av så många faktorer.

### Organiska faktorer
Hur rösten låter påverkas av talarens anatomi och andra inbyggda faktorer, av vilka de viktigaste är:
- Stämbandens längd och massa. Påverkar den normala tonhöjden.
- Stämbandsslemhinnans egenskaper. Hur tjocka slemhinnelagren är, vilken konsistens de har och hur rörliga de är mot varandra (förskjuvbarhet) påverkar röstklangen. Till exempel har barn inte likadan stämbandsslemhinna som vuxna.
- Ansatsrörets längd och form. Påverkar hur resonans fördelar sig över det akustiska spektrumet/över olika deltoner vid artikulationen.
- Resonansrummens storlek och utformning är även något olika hos alla människor och det påverkar klangfärgen.
- Organiska förändringar på stämbanden, se röstrubbningar.

Finns det problem med de organiska faktorerna, som vid röstrubbningar och könskorrigering, åtgärdas detta ofta kirurgiskt. Behandlingen omfattar dessutom alltid röstterapi hos logoped för att nya problem inte ska uppstå, se under funktionella faktorer.

### Funktionella faktorer
Alla kan påverka sin röst på något sätt genom att ändra lite i hur man använder den. Detta kan ske på stämbandsnivå (till exempel på de sätt som listats under "Sätt som röstkällan moduleras på" ovan). Dessutom kan man ändra hur rösten låter genom att modulera strukturer ovanför stämbandsnivå, till exempel
- hur trångt eller öppet det är bak i svalget,
- hur man använder tunga, käke och läppar för att artikulera,
- hur nasalt talet är.

(Se vidare talapparaten.) Var och en har ett normalt röstbeteende, ett slags "normalinställning" för dessa faktorer.
En imitatör använder sig av moduleringar av beteendet för att efterlikna en annan persons röst.
Röstbeteendet kan ibland ha inslag av ogynnsam röstteknik. Då kan röstproblem uppstå med s.k. funktionell orsak (se röstrubbningar). I röstterapi hos en logoped arbetar man med att "rätta till" rösttekniken, dvs förändra en del av röstbeteendet, så att rösten "passar" till de organiska förutsättningarna.

## Målbrottet
Någon gång under tonåren ungefär går alla - både flickor/kvinnor och pojkar/män - igenom målbrottet. Denna period är påtagligast hos pojkar, då deras tonhöjd förändras väldigt mycket och rösten börjar få ett mer manligt/vuxet röstläge. Flickornas tonhöjd förändras förhållandevis lite (ca en ters), men en del flickor märker av svårigheter med rösten under denna period, framför allt flickor som sjunger mycket.
Det som händer under målbrottet är först att struphuvudet växer till och efter hand börjar man hitta ett annat röstläge som passar bättre ihop med struphuvudets nya egenskaper. Under målbrottet kan det uppstå mycket "tuppar", registerbrott, mellan ens olika röstlägen. Vissa personer har stora svårigheter att hitta en ny talröst och man talar då om funktionell målbrottsstörning. Detta problem kan man få hjälp med i röstterapi hos en logoped. Dessa problem försvinner då rösten utvecklats färdigt vid 17–22-årsåldern.
Det finns även endokrinologisk målbrottsstörning, vilket innebär att man inte kommer in i målbrottet på grund av hormonrubbningar som gör att struphuvudet inte växer till som det ska.

## Röstproblem
I samband med till exempel förkylningar eller röstansträngning kan lida av "heshet". Detta är det vardagliga ordet för när rösten inte låter som den borde (för mer om detta, se röstkvalitet). Oftast går hesheten över på någon vecka. Heshet som varar lägre än 2-3 veckor beror troligen på någon röstrubbning. Det kan röra sig om en allvarligare åkomma, till exempel stämbandscancer, eller någon mindre allvarlig störning men som kräver ett operativt ingrepp eller röstterapi, till exempel stämbandspolyp eller knottror.
Många personer inom "röstyrken", såsom lärare, drabbas av röstproblem. Den vanligaste diagnosen inom dessa yrken är rösttrötthet, fonasteni, som innebär stora svårigheter att använda rösten utan att det finns någon synlig förändring på stämbanden. Vid rösttrötthet krävs röstterapi för att rösten ska bli bra igen. Det är dock viktigt inom dessa yrken med förebyggande åtgärder, till exempel bullersänkande insatser, åtgärder för förbättrad rumsakustik och luft, och rösttekniktips.
Bedömning och behandling av röstproblem görs av foniater/ÖNH-läkare och logoped.